# Vincenzo Lojali
Vincenzo Lojali (Attigliano, 1º settembre 1894 – Amelia, 14 marzo 1966) è stato un vescovo cattolico italiano.

## Biografia
Vincenzo Lojali nacque ad Attigliano, nella provincia di Terni, il 1º settembre 1894, figlio di Anselmo e Maria Costantini. Compiuti gli studi ginnasiali al seminario vescovile di Amelia, venne inviato a Roma e ad Arezzo per ottenere la maturità classica. Lo scoppio della prima guerra mondiale lo portò al fronte, dove riportò gravi ferite.
Alunno del Seminario romano, venne ordinato sacerdote il 22 dicembre 1923 dal cardinale Basilio Pompilj. Conseguita a pieni voti la laurea in teologia, tornò ad Amelia, divenendone rettore del seminario.
Il 17 agosto 1938 fu nominato vescovo di Amelia da papa Pio XI; ricevette la consacrazione episcopale il 2 ottobre successivo da Cesare Boccoleri, vescovo di Terni e Narni, co-consacranti i vescovi Francesco Maria Berti, suo predecessore ad Amelia, e Alfonso Maria de Sanctis, vescovo di Todi. Al momento dell'ordinazione era il più giovane vescovo d'Italia.
Prese parte a tutte le sessioni del Concilio Vaticano II.
Morì ad Amelia il 14 marzo 1966. La sua salma fu dapprima tumulata nel cimitero di Attigliano e successivamente traslata solennemente nella Cattedrale di Amelia il 1º ottobre 1967.
Lojali fu l'ultimo vescovo della diocesi di Amelia; dopo di lui, la diocesi venne prima affidata in amministrazione apostolica ai vescovi della diocesi di Terni e Narni e poi fu unita ad essa il 30 settembre 1986 a seguito dell'emanazione del decreto Instantibus votis della Congregazione per i vescovi.

## Processo di beatificazione
Il 4 luglio 1985 fu iniziata l'indagine conoscitiva sulla sua vita in vista di un processo canonico.
Il 13 marzo 1992 fu costituito il Tribunale e aperta la fase diocesana della causa di beatificazione che si concluse l'11 marzo 2000 e tutta la documentazione fu inviata alla Congregazione delle cause dei santi.
Attualmente è in corso lo studio per la stesura della Positio super vita, virtutibus et fama sanctitatis del Servo di Dio.

## Archivio
Il fondo archivistico di Vincenzo Lojali è custodito presso l'Archivio storico diocesano di Amelia e conserva una ricca documentazione ecclesiastica circa la gestione e l'operato di monsignor Lojali durante il suo episcopato.

## Genealogia episcopale
La genealogia episcopale è:
- Cardinale Scipione Rebiba
- Cardinale Giulio Antonio Santori
- Cardinale Girolamo Bernerio, O.P.
- Arcivescovo Galeazzo Sanvitale
- Cardinale Ludovico Ludovisi
- Cardinale Luigi Caetani
- Cardinale Ulderico Carpegna
- Cardinale Paluzzo Paluzzi Altieri degli Albertoni
- Papa Benedetto XIII
- Papa Benedetto XIV
- Cardinale Enrico Enriquez
- Arcivescovo Manuel Quintano Bonifaz
- Cardinale Buenaventura Córdoba Espinosa de la Cerda
- Cardinale Giuseppe Maria Doria Pamphilj
- Papa Pio VIII
- Papa Pio IX
- Cardinale Alessandro Franchi
- Cardinale Giovanni Simeoni
- Cardinale Antonio Agliardi
- Cardinale Basilio Pompilj
- Arcivescovo Amedeo Casabona
- Arcivescovo Cesare Boccoleri
- Vescovo Vincenzo Lojali